# CoCoRo TV
CoCoRo TV（ココロティービー）は、スカイパーフェクTV!とディレクTVで放送されていたヒーリングミュージック専門の放送局。

## 概要
ヒーリング音楽を世界中の美しい風景映像をバックに放映するチャンネル。ゴンチチや西村由紀江、エンヤの特集も放送した。しかし、第一興商スタービュー（現エコミュージックTV）との競合もあって短命に終わった。